# Charghat
Charghat è un sottodistretto (upazila) del Bangladesh situato nel distretto di Rajshahi, divisione di Rajshahi. Si estende su una superficie di 164,52 km² e conta una popolazione di 206.788  abitanti (censimento 2011).